# 21558 Алісонліу
21558 Алісонліу (1998 QW77, 1992 CX, 21558 Alisonliu) — астероїд головного поясу, відкритий 24 серпня 1998 року.
Тіссеранів параметр щодо Юпітера — 3,330.